# Korshøj

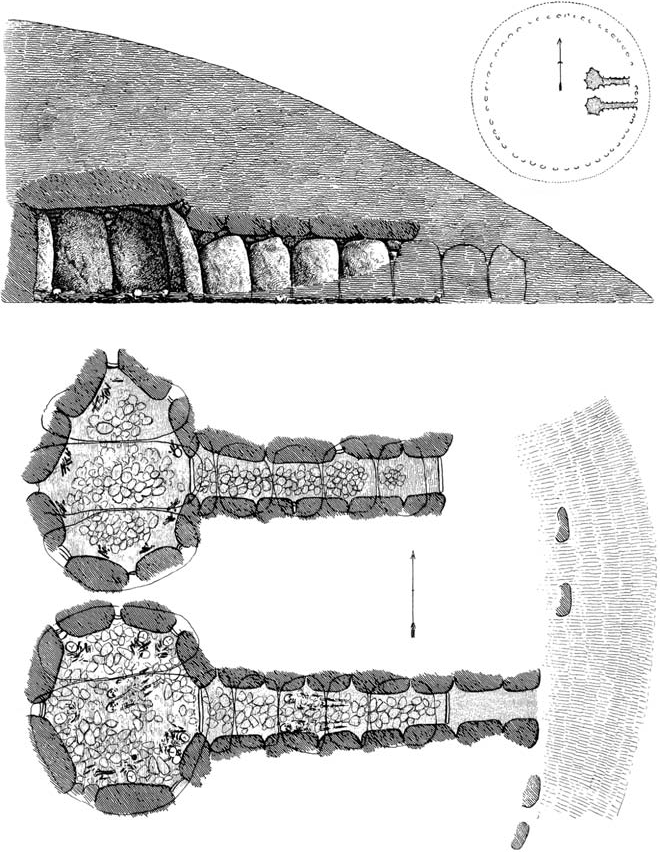
Grundriss und Querschnitt Doppelganggrab ohne gemeinsamen Trennstein; hier Snibhøj – A. P. Madsen

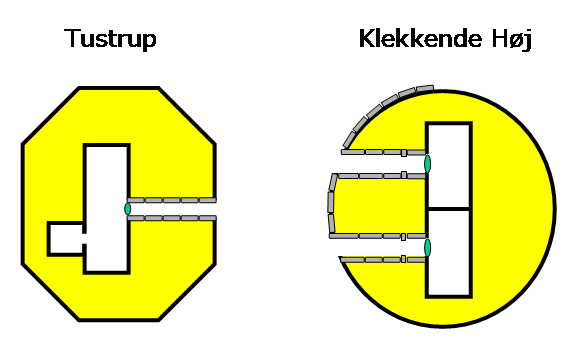
Doppelganggrab rechts

Der Korshøj (deutsch „Kreuzhügel“) ist eines von 50 Doppelganggräbern (dänisch Dobbelt- oder Tvillingejættestue genannt), wie sie nur in Dänemark und Schonen vorkommen. Er wurde von den Trägern der neolithischen Trichterbecherkultur (TBK) etwa zwischen 3300 und 3100 v. Chr. errichtet und liegt in Ubby im Westen der dänischen Insel Seeland. 

Ubby

Das Großsteingrab liegt unter einem etwa 3,5 m hohen Rundhügel von etwa 25 m Durchmesser. Neolithische Monumente sind Ausdruck der Kultur und Ideologie neolithischer Gesellschaften. Ihre Entstehung und Funktion gelten als Kennzeichen der sozialen Entwicklung.

## Kammern
Der 1843 und 1940 ausgegrabene Korshøj hat zwei ungleich große, vermutlich gleichzeitig entstandene Kammern. Beide Kammern sind durch eine gemeinsame Mittelwand voneinander getrennt. Jede Kammer hat einen eigenen Zugang.
Die ovale nördliche Kammer ist etwa 3,7 m lang, in der Mitte 2,6 m breit und 1,8 bis 1,5 m hoch. Sie besteht aus zwei Decksteinen, von denen einer etwa 25 napfförmige Vertiefungen trägt, acht Tragsteinen und Trockenmauerwerk. Hier wurden Schwellensteine, mehrere Skelette und Steinobjekte gefunden. Der Gang ist etwa 5,6 m lang, 0,7 m breit und 0,8–1,1 m hoch. Er besteht aus acht Tragsteinen und zwei Decksteinen und 2 Satz Türsteinen.
Die ovale südliche Kammer ist etwa 5,3 m lang, in der Mitte 2,3 m breit und 1,8 bis 1,5 m hoch. Sie besteht aus fünf Deck- und elf Tragsteinen und Trockenmauerwerk. Hier wurden Überreste von etwa 50 Personen sowie Feuersteindolche, Keramik, Knochengeräte, Steinäxte, Bernsteinschmuck und Zähne gefunden. Ihr Gang besteht aus drei Trag- und zwei Decksteinen und einer Verschlussvorrichtung.
Der Gang ist etwa 5,0 m lang, 0,7 m breit und 0,8–1,3 m hoch. Es ist besteht aus acht Steinen und 2 Satz Türsteinen die hinter den Eckpfeilern und zwischen dem 2. und 3. Steinpaar liegen. Es gibt Trockenmauerwerksbereiche.
Auf dem Erdhügel befindet sich außerdem eine kleine Steinkiste (dänisch Hellekiste) aus der Bronzezeit.
Westlich von Ubby liegen die Ganggräber Ubby Grønnehøj, Ubby 1 und 2 und Ubby Ræverøgel.